# برينت غالواي
برينت غالواي (بالإنجليزية: Brent Galloway)‏ هو عالم إنسان وملحن أمريكي، ولد في 8 أبريل 1944، وتوفي في 6 أغسطس 2014 في ريجاينا في كندا.